# Ronde van Italië 2016/Twaalfde etappe
De twaalfde etappe van de Ronde van Italië 2016 werd gereden op 19 mei 2016 van Noale naar Bibione. De etappe was 182 kilometer lang.

## Verloop
Al vroeg in de etappe zette Daniel Oss een solo-ontsnapping op. Hij kreeg even later het gezelschap van Mirco Maestri. De twee kregen een maximale voorsprong van vier minuten en werden 22 kilometer voor de eindstreep ingehaald door het peloton. Vervolgens bepaalde de Lotto-Soudalploeg het tempo. Hun sprinter André Greipel kon zodoende goed worden afgezet voor de eindsprint, waarna deze de etappe ook won.

## Uitslag
| Noale naar Bibione (182 km) |                        |                            |          |
| Plaats                      | Naam                   | Ploeg                      |          |
| Winnaar                     | André Greipel          | Lotto Soudal               | 4u16'00" |
| 2                           | Caleb Ewan             | Orica GreenEDGE            | z.t.     |
| 3                           | Giacomo Nizzolo        | Trek-Segafredo             | z.t.     |
| 4                           | Sacha Modolo           | Lampre-Merida              | z.t.     |
| 5                           | Aleksandr Porsev       | Team Katjoesja             | z.t.     |
| 6                           | Moreno Hofland         | Team LottoNL-Jumbo         | z.t.     |
| 7                           | Ivan Savitski          | Gazprom-RusVelo            | z.t.     |
| 8                           | Heinrich Haussler      | IAM Cycling                | z.t.     |
| 9                           | Rick Zabel             | BMC Racing Team            | z.t.     |
| 10                          | Sonny Colbrelli        | Bardiani CSF               | z.t.     |
| 11                          | Jürgen Roelandts       | Lotto Soudal               | z.t.     |
| 12                          | Vjatsjeslav Koeznetsov | Team Katjoesja             | z.t.     |
| 13                          | Manuel Belletti        | Wilier Triestina-Southeast | z.t.     |
| 14                          | Marco Coledan          | Trek-Segafredo             | z.t.     |
| 15                          | Bert De Backer         | Team Giant-Alpecin         | z.t.     |

## Klassementen
| Algemeen klassement |                    |                    |           |
| Plaats              | Naam               | Ploeg              | Tijd      |
| Roze trui           | Bob Jungels        | Etixx-Quick Step   | 49u32'20" |
| 2                   | Andrey Amador      | Movistar Team      | + 24"     |
| 3                   | Alejandro Valverde | Movistar Team      | + 1'07"   |
| 4                   | Steven Kruijswijk  | Team LottoNL-Jumbo | z.t.      |
| 5                   | Vincenzo Nibali    | Astana Pro Team    | + 1'09"   |
| 6                   | Rafał Majka        | Tinkoff            | + 2'01"   |
| 7                   | Ilnoer Zakarin     | Team Katjoesja     | + 2'25"   |
| 8                   | Esteban Chaves     | Orica GreenEDGE    | + 2'43"   |
| 9                   | Gianluca Brambilla | Etixx-Quick Step   | + 2'45"   |
| 10                  | Diego Ulissi       | Lampre-Merida      | + 2'47"   |
|                     |                    |                    |           |
| 20                  | Maxime Monfort     | Lotto Soudal       | + 7'21"   |

| Puntenklassement |                 |                |        |
| Plaats           | Naam            | Ploeg          | Punten |
| Rode trui        | André Greipel   | Lotto Soudal   | 169    |
| 2                | Giacomo Nizzolo | Trek-Segafredo | 138    |
| 3                | Arnaud Démare   | FDJ            | 111    |
| 4                | Diego Ulissi    | Lampre-Merida  | 100    |
| 5                | Sacha Modolo    | Lampre-Merida  | 84     |

| Bergklassement |                   |                    |        |
| Plaats         | Naam              | Ploeg              | Punten |
| Blauwe trui    | Damiano Cunego    | Nippo-Vini Fantini | 56     |
| 2              | Giulio Ciccone    | Bardiani CSF       | 27     |
| 3              | Tim Wellens       | Lotto Soudal       | 25     |
| 4              | Stefano Pirazzi   | Bardiani CSF       | 18     |
| 5              | Giovanni Visconti | Movistar Team      | 17     |

| Jongerenklassement |                 |                             |           |
| Plaats             | Naam            | Ploeg                       | Tijd      |
| Witte trui         | Bob Jungels     | Etixx-Quick Step            | 49u32'20" |
| 2                  | Davide Formolo  | Cannondale Pro Cycling Team | + 5'49"   |
| 3                  | Sebastián Henao | Team Sky                    | + 13'31"  |
| 4                  | Valerio Conti   | Lampre-Merida               | + 14'38"  |
| 5                  | Carlos Verona   | Etixx-Quick Step            | + 24'50"  |

| Ploegenklassement (tijd) |                             |            |
| Plaats                   | Ploeg                       | Tijd       |
| 1                        | Movistar Team               | 148u42'01" |
| 2                        | Etixx-Quick Step            | + 2'07"    |
| 3                        | Astana Pro Team             | + 5'52"    |
| 4                        | Team Katjoesja              | + 9'28"    |
| 5                        | Cannondale Pro Cycling Team | + 10'28"   |

## Opgaves
- Valerio Agnoli (Astana Pro Team)

1e etappe ·
2e etappe ·
3e etappe ·
4e etappe ·
5e etappe ·
6e etappe ·
7e etappe ·
8e etappe ·
9e etappe ·
10e etappe ·
11e etappe ·
12e etappe ·
13e etappe ·
14e etappe ·
15e etappe ·
16e etappe ·
17e etappe ·
18e etappe ·
19e etappe ·
20e etappe ·
21e etappe
Startlijst · Eindstanden · Afbeeldingen